# František Rauch

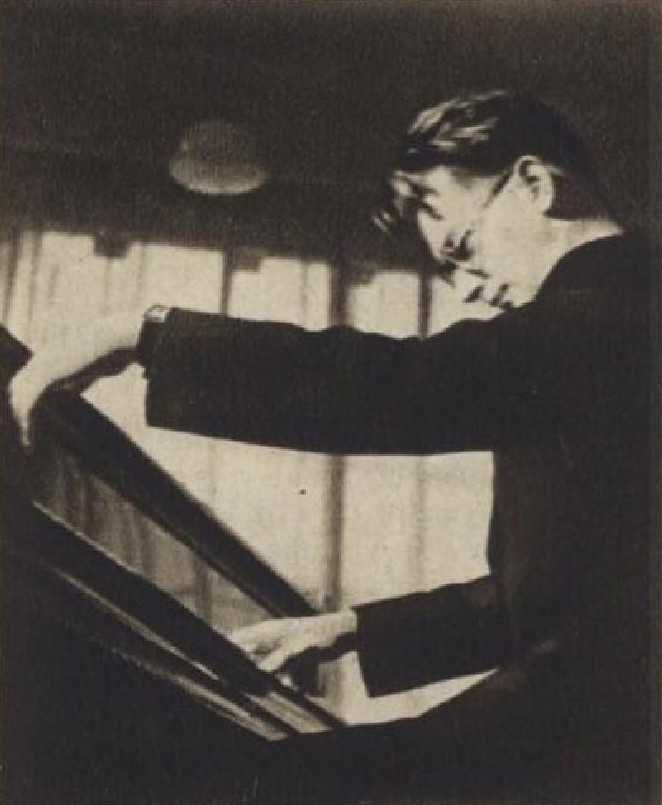
František Rauch (1942) - tschechischer Pianist und Musikpädagoge

František Rauch (* 4. Februar 1910 in Plzeň; † 23. September 1996 in Prag) war ein tschechischer Pianist, Komponist und Musikpädagoge.

## Leben und Werk
Der Sohn eines Musikinstrumentenhändlers besuchte die Handelsschule in Pilsen, bevor er am Konservatorium von Prag Klavier bei Karel Hoffmeister und bei Vítězslav Novák Komposition studierte. Bevor er seine Laufbahn als Pianist begann, arbeitete er einige Monate in der Klavierfabrik von August Förster.
Rauch wurde als Kammermusiker (u. a. Praszke Trio mit Bruno Bělčík und František Smetana) und Konzertpianist bekannt. Er unternahm Konzertreisen durch Europa, Japan und Amerika. Im Mittelpunkt seines Repertoires standen die Klavierkompositionen Beethovens, Smetanas, Liszts, Schumanns und seines Lehrers Novák. In Polen war er als Interpret der Werke Chopins gefragt.
Insgesamt existieren von Rauch mehr als 60 Plattenaufnahmen. Als Präsident der tschechischen Chopin-Gesellschaft war er Promotor des Chopin-Festivals in Mariánské Lázne. Ab 1939 unterrichtete er mehr als vierzig Jahre am Prager Konservatorium und war Lehrer von Musikern wie Zuzana Růžičková, Valentina Kameníková, Petr Eben und Ivan Klánský.
František Rauch komponierte unter anderem ein Concertino für Klavier und kleines Orchester, eine Sonatine für Violine und Klavier sowie die Klaviersuite Jaro („Frühling)“